# Microgenys
Microgenys es un  género de peces de la familia Characidae en el orden de los Characiformes.

## Especies
Hay tres especies en este género:
- Microgenys lativirgata N. E. Pearson, 1927
- Microgenys minuta C. H. Eigenmann, 1913
- Microgenys weyrauchi Fowler, 1945